# 新塞利夫卡 (大米海利夫卡市鎮)
47°57′30″N 36°32′2″E / 47.95833°N 36.53389°E
新塞利夫卡（烏克蘭語：Новоселівка）是位於烏克蘭中部的村莊，由第聶伯羅彼得羅夫斯克州裡錫內利尼科韋區的大米海利夫卡市鎮負責管轄。該村處於沃夫恰河畔，距離奧列斯托皮利5公里，始建於1919年，面積0.54平方公里，海拔高度102米，2001年人口295。